# Capelle aan den IJssel
Capelle aan den IJssel /ka'pɛlə a:n dən 'ɛɪ̯səɫ/  è una municipalità dei Paesi Bassi di 65 406 abitanti situata nella provincia dell'Olanda Meridionale.